# Pałac w Kamieńcu (województwo warmińsko-mazurskie)
Pałac w Kamieńcu – zabytkowy pałac w miejscowości Kamieniec (województwo warmińsko-mazurskie).
Późnobarokowy obiekt wybudowany na zlecenie Albrechta Konrada Fincka von Finckenstein (1660–1735) w pierwszej połowie XVIII w. wedle projektu osiadłego w Prusach Wschodnich angielskiego architekta Jana von Collasa. Wchodził w skład majątku ziemskiego (ordynacji) rodu Finckensteinów. Budowa trwała cztery lata i została zakończona w 1720 roku. Pałac został zbudowany w stylu francuskiego baroku.
Pałac został splądrowany, zdewastowany oraz podpalony w styczniu 1945 roku przez Armię Czerwoną. Pożar strawił cały dach.

## Architektura

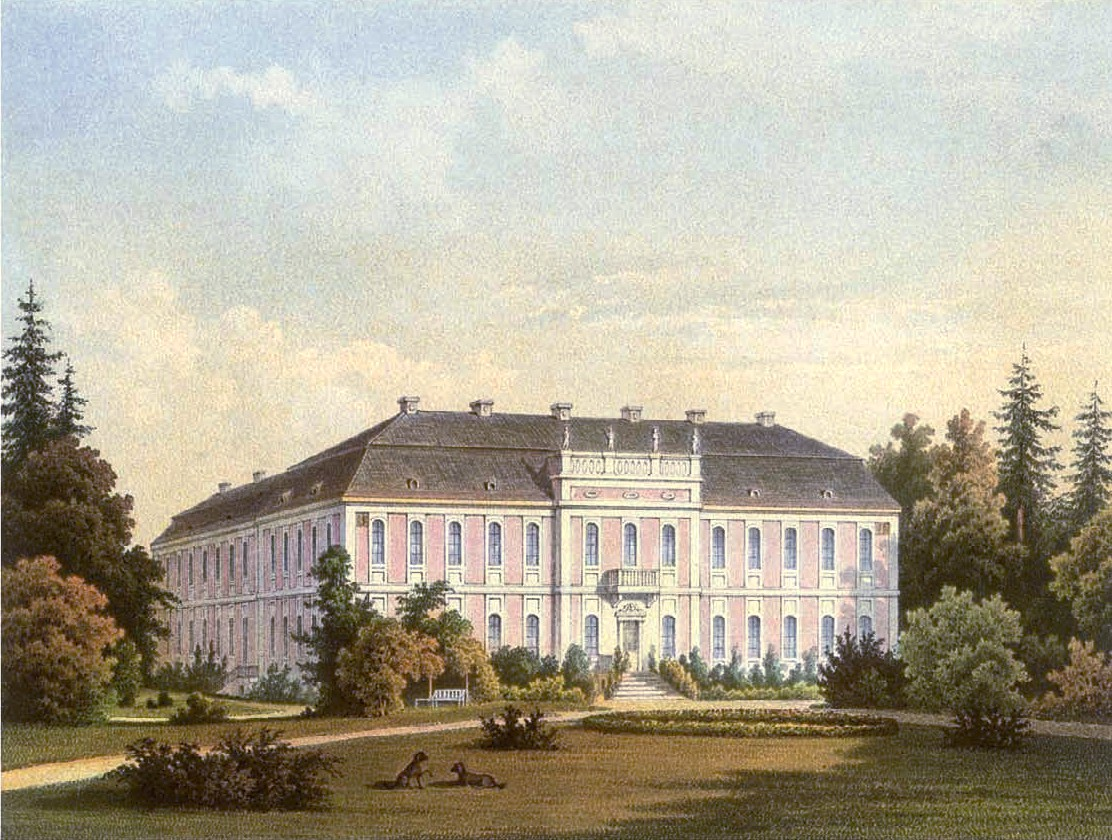
Pałac w Kamieńcu w XIX w.

Pałac usytuowany frontem ku zachodowi miał dwa boczne, do przodu wysunięte ryzality (północne i południowe) i środkowy cofnięty, ozdobiony trójkątnym tympanonem, w którym znajduje się herb rodziny Finck von Finckenstein podtrzymywany przez dwa lwy. Powierzchnia założenia architektonicznego pałacu ma wymiary 65,5 × 83,5 m i składa się z dwupiętrowej części środkowej oraz dwupiętrowych skrzydeł bocznych. Nakryty był wysokim, łamanym dachem, krytym dachówką. Wykonane z piaskowca detale architektoniczne nawiązywały do form rokokowych. Mansardowy dach wykonany był z glazurowanej dachówki w kolorze zielonym i miał 12 kominów wylotowych w kolorze lśniącego granatu. Całość dachu zdobiła frontowa attyka, składająca się z czterech rzeźb figuralnych, przedstawiających Alegorię Czterech Pór Roku: Jowisz, Junona, Herkules i Wenera.
W otoczeniu pałacu urządzono na wzór francuski rozległy ogród z romantyczną grotą ogrodową. Do dziś zachowały się fragmenty kanałów łączących go z pobliskim jeziorem – rezerwatem przyrody Gaudy.
Do nowej rezydencji Finckensteinów z racji jej urody, przepychu, bogatego wystroju wnętrz oraz otaczających pałac ogrodów i parku, przylgnęła nazwa wschodniopruskiego Wersalu.

## Królowie pruscy w Kamieńcu

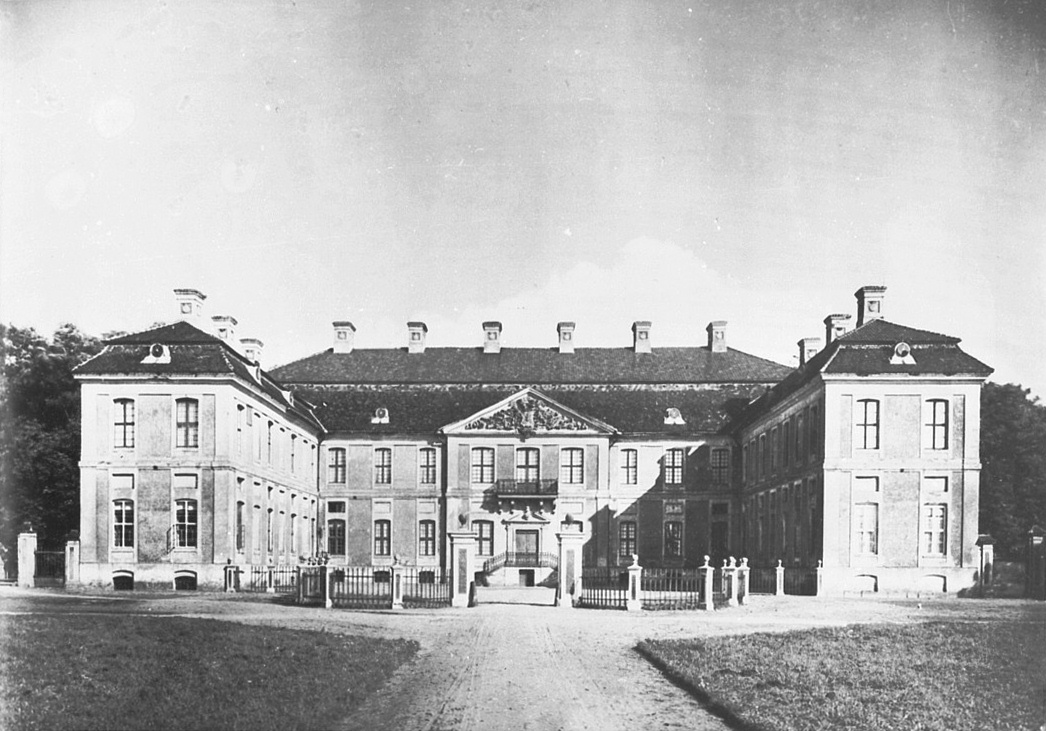
Pałac w latach 30. XX wieku

Król Prus Fryderyk Wilhelm I, wydając pozwolenie na budowę pałacu, zmienił swym edyktem z 1718 roku nazwę miejscowości Habersdorf na Finckenstein, a jednocześnie nałożył na Finckensteinów obowiązek wydzielenia w nowo zbudowanym pałacu oddzielnego skrzydła, przeznaczonego na rezydencję dla siebie i swej małżonki, potrzebną królewskiej parze podczas ich monarszych podróży z Berlina przez Kwidzyn i Prabuty do Królewca – pałac zlokalizowany był przy XVIII-wiecznym trakcie kurierskim z Berlina do Królewca. 

W pałacu gościli m.in. Fryderyk Wilhelm I i Fryderyk Wilhelm II Hohenzollern oraz ich następcy. W roku 1807 od 1 kwietnia do 6 czerwca miał w pałacu swą kwaterę Napoleon Bonaparte; w tym czasie spędził trzy tygodnie ze swą metresą, Marią Walewską. Dzieje tego romansu opisał Marian Brandys w powieści „Kłopoty z panią Walewską”. Do wybuchu II wojny światowej właściciele pałacu pokazywali gościom wnętrze napoleońskiego apartamentu z sypialnią, gdzie dominowało wielkie łoże z baldachimem i zasłonkami z purpurowego jedwabiu.

## Galeria

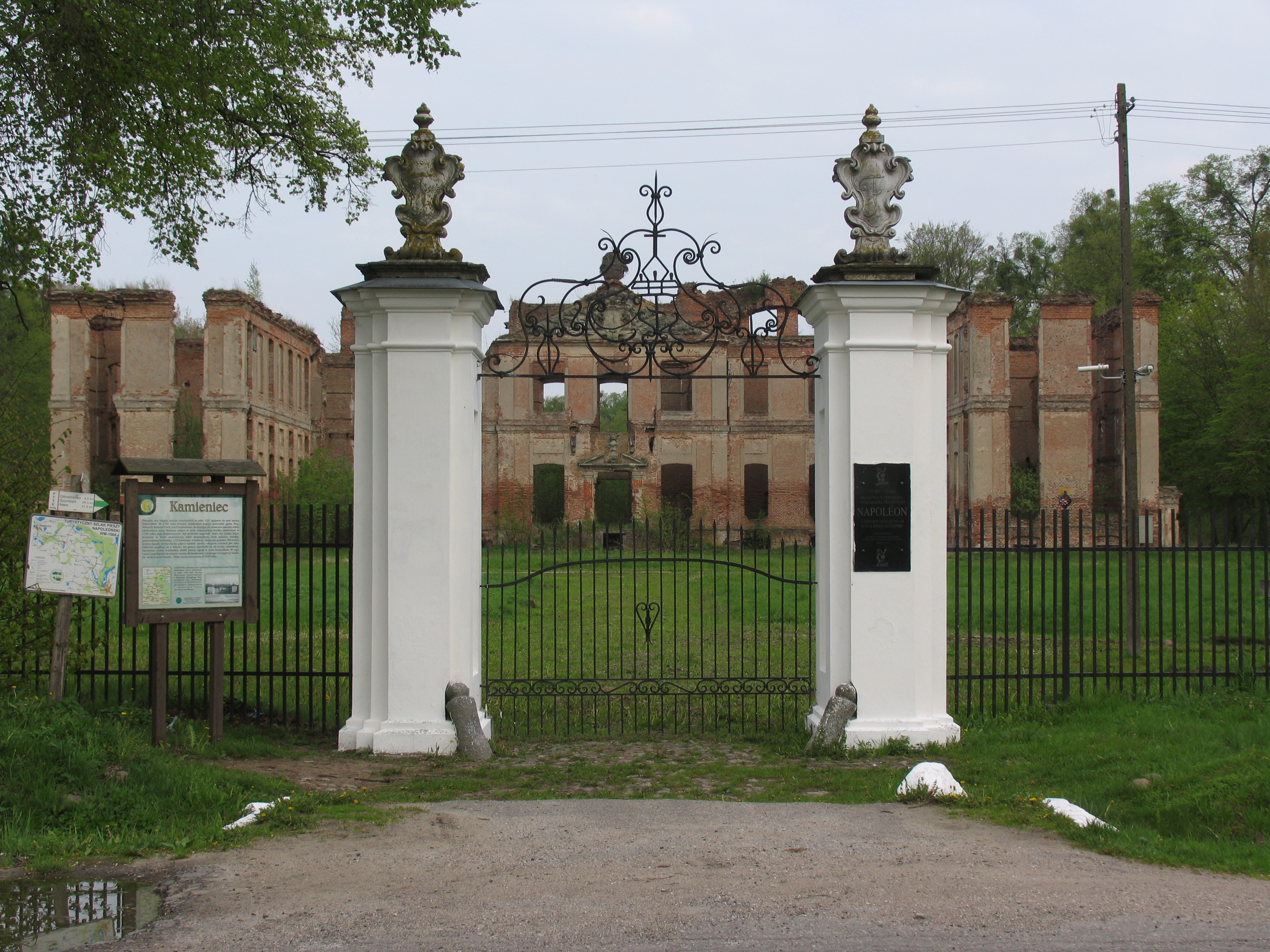
Brama wjazdowa
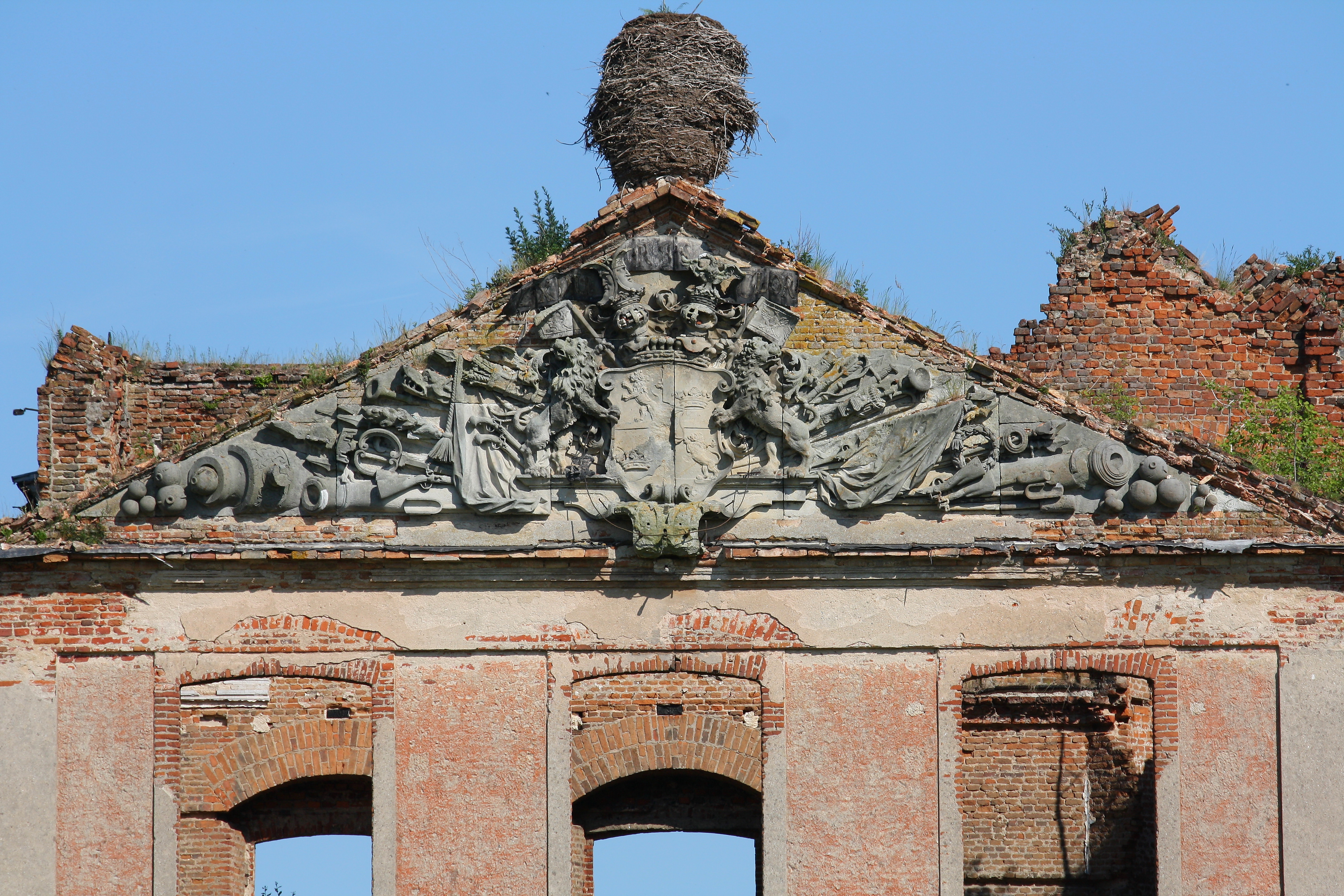
Fronton z herbem Finck v. Finckenstein
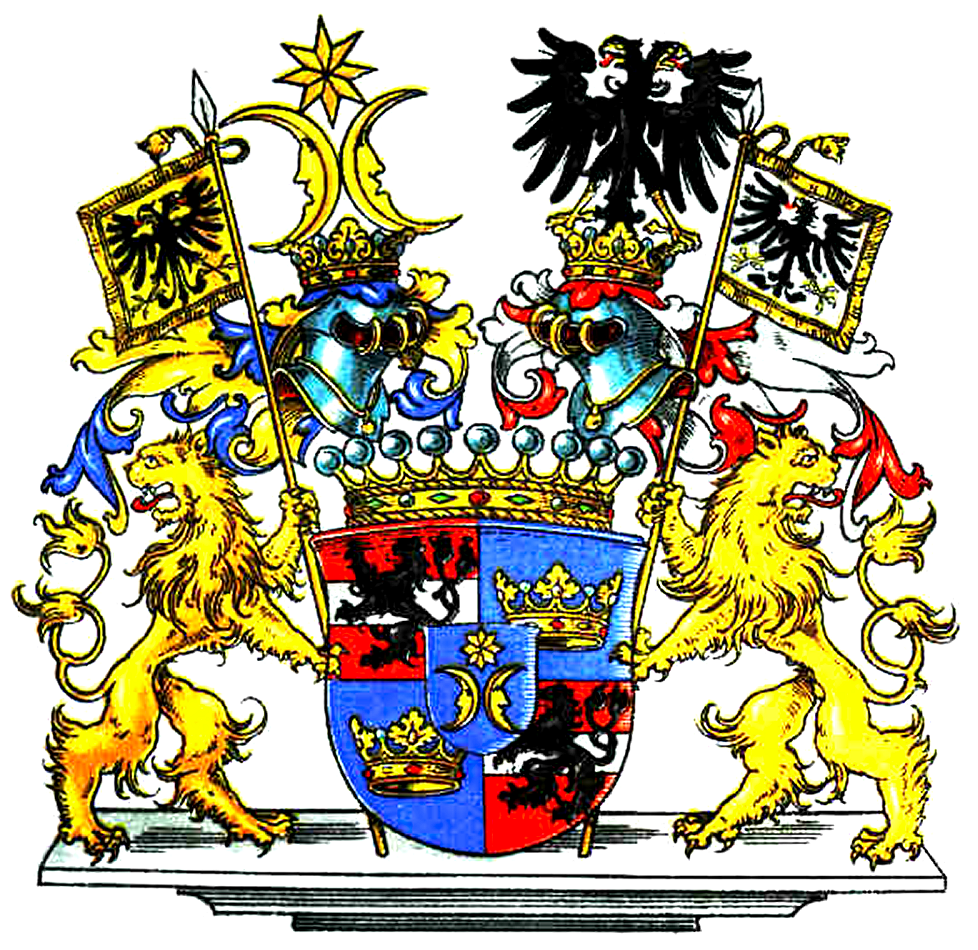
Herb Finck von Finckenstein
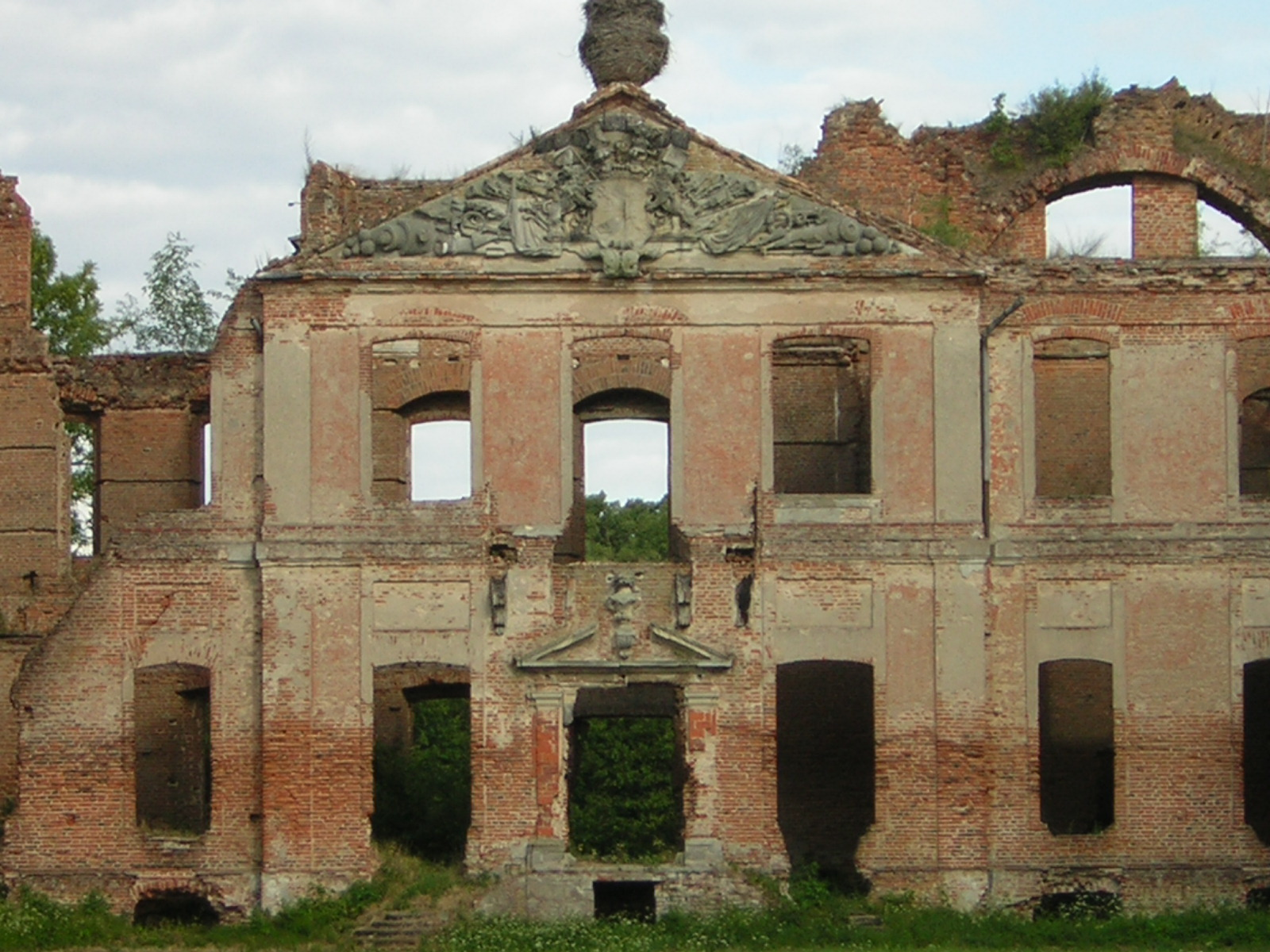
Środkowy ryzalit z herbem
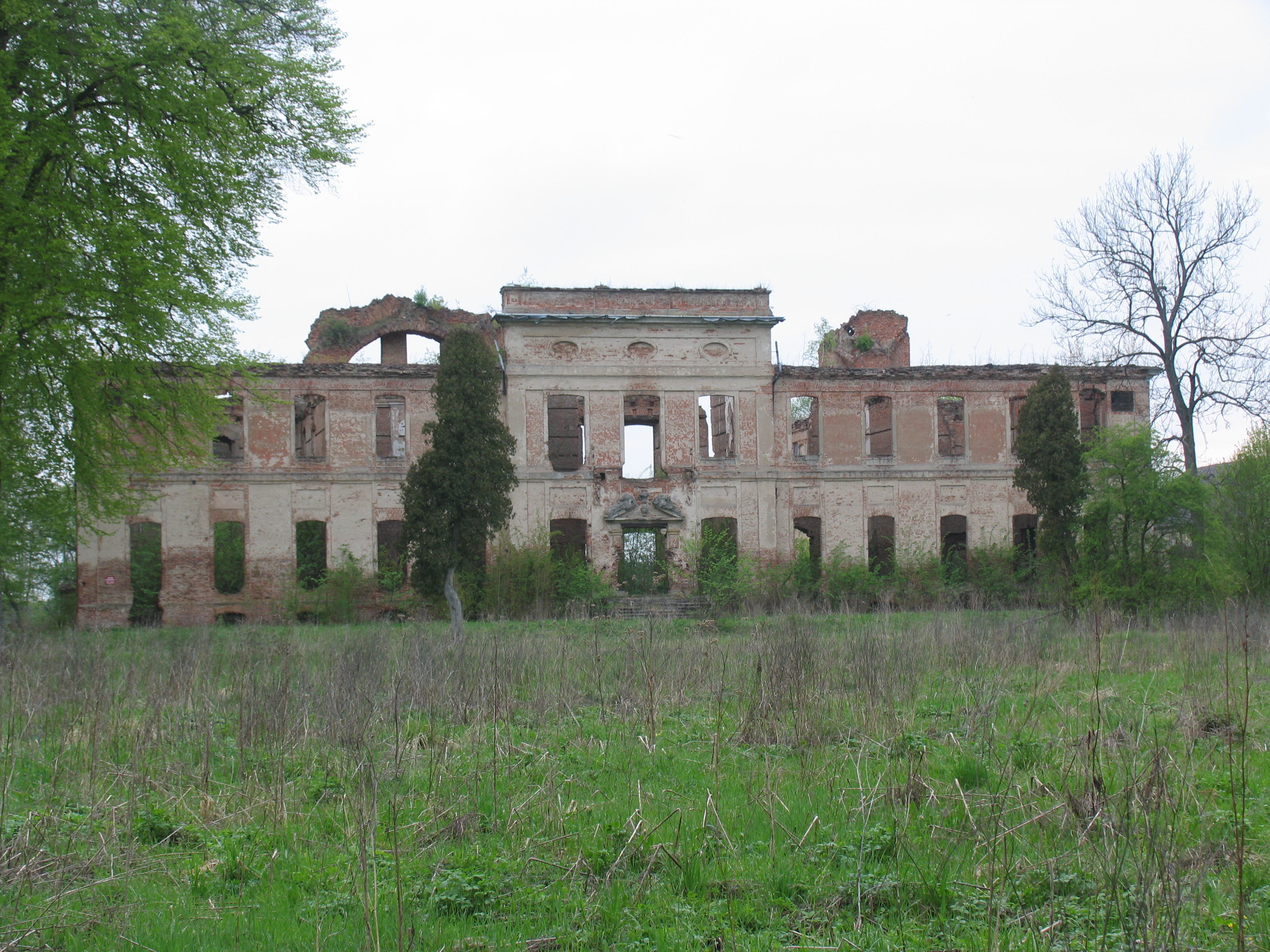
Tylna część pałacu
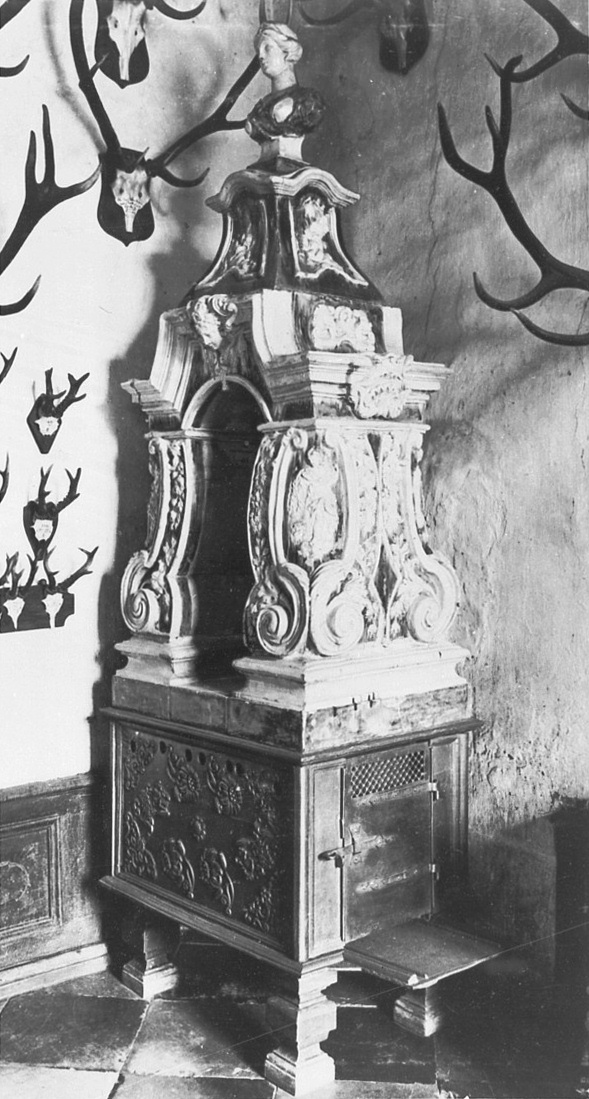
Kominek
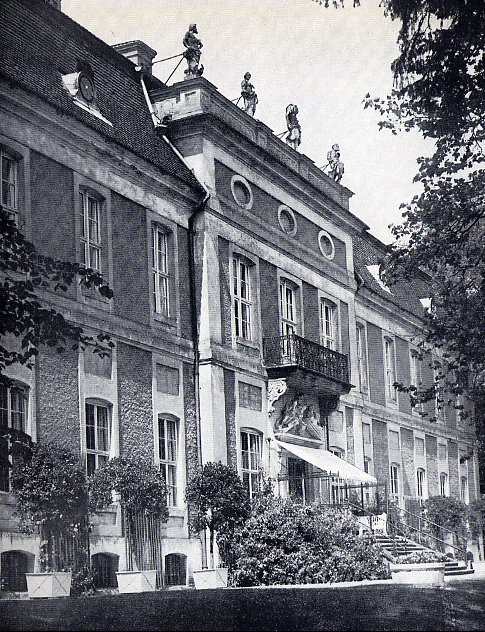
4 rzeźby przeniesione do parku w Iławie
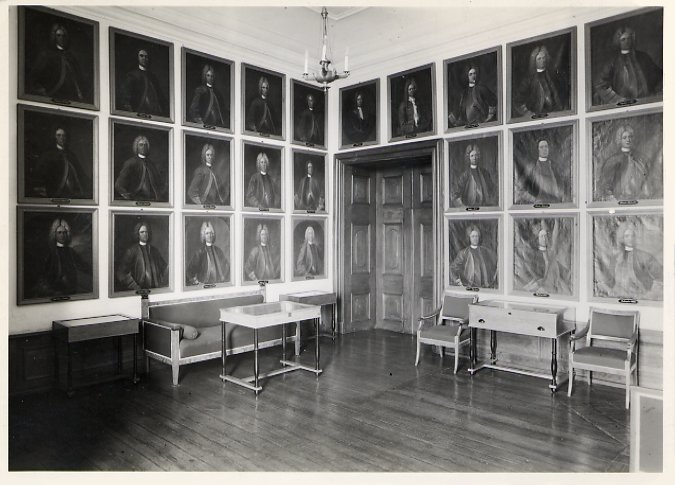
Portrety Finckenstein w jednej z sal pałacu